# Heterobrissus erinaceus
Heterobrissus erinaceus is een zee-egel uit de onderorde Paleopneustina. Voor de taxonomische positie van de soort en het geslacht, zie het geslacht.
De wetenschappelijke naam van de soort werd in 1990 gepubliceerd door Alan N. Baker & Francis Rowe.